# Mojito (comida)
El mojito es un plato de la comida típica del Estado Zulia en Venezuela, preparado a base de pescado esmechado, leche de coco y especias. Esta comida tradicional consiste en pescado previamente hervido (o simplemente remojado en caso de emplearse pescado seco) que luego es desmenuzado o esmechado en hilachas, y que posteriormente es sofrito y sazonado en un picadillo de cebollas, tomates, ajíes (ají dulce o ají misterioso), pimentones o pimientos, ajo y cebollín, al cual se le agrega posteriormente huevo cocido y papa cocida picados en cuadritos o rodajas, así como, pasas de uva como toque final. La gran mayoría de la veces al sofrito se le agrega también leche de coco, que se extrae al exprimir la pulpa del coco rallada, este agregado proviene de la costumbre de esta región de Venezuela en preparar muchas de sus comidas con coco, de manera que, cuando es realizado de esta manera dicho plato se denomina específicamente Mojito en Coco, que suele ser considerado una exquisitez de la región. Este plato se sirve normalmente acompañado de arroz blanco, plátanos (que pueden ser horneados, fritos en tajadas maduras o verdes como los patacones) y queso blanco fresco.
El pescado más usado para realizar esta preparación es la Corvina, el cual es muy típico de la zona, pero también se puede usar cualquier pescado blanco de carne firme, entre otros, el denominado Cazón, que es un tiburón pequeño. En este último caso es más común en la isla de Margarita.